# Ziggy en Habooba
Ziggy en Habooba is een hoorspel van Ephraim Kishon. Zigi und Habuba werd op 12 maart 1963 door Radio Bremen uitgezonden. Dick Scheffer vertaalde het en de KRO zond het uit op zondag 25 oktober 1964. De regisseur was Léon Povel. Het hoorspel duurde 46 minuten.

## Rolbezetting
- Harry Bronk (Ziggy)
- Louis de Bree (Neumann, penningmeester van de collectieve boerderij)
- Dogi Rugani (Frieda, voorzitter van de Commissie voor Gemeenschapsaangelegenheden)
- Nora Boerman (Bathsheva)
- Tonny Foletta (Chechik)
- Jos van Turenhout (een man)
- Joke Hagelen (een vrouw)
- Constant van Kerckhoven (Salah Shabati, oosterling, woont sinds heel lang in de Maäbara)
- Nel Snel (Etroga Shabati)
- Barbara Hoffman (Habooba, hun dochter)
- Nora Boerman (Uri, hun zoontje)
- Joke Hagelen (Goula, een familielid)
- Wam Heskes (Goldstein, inwoner van de Maäbara)
- Hans Veerman (een omroeper)

## Inhoud
Ziggy, en jonge man uit een kibboets, houdt van Habooba, de dochter van een Arabisch-joodse immigrant. Het kapitaal van de Arabische jood Shabati vormen naar oude zeden zijn dochters. Voor Habooba biedt een vette omnibuschauffeur vierhonderd pond. Het is dus een teken van grootmoedigheid, als Shabati Habooba aan Ziggy wil geven voor driehonderdvijftig pond. Ziggy bezit echter geen eigen geld. Zijn liefde is daarom het onderwerp van ernstige beraadslagingen, temeer daar het in de kas van de kibboets maar slapjes is. Bovendien zien de vrouwen van de kibboets - geëmancipeerd als ze al zijn - tegen de verkoop een vrouw op. De vader van de bruid is uiteindelijk bereid, zijn dochter om ideologische redenen weg te schenken Hij wil geen geld van zo arme lieden. Dat ergert dan weerom het bestuur van de kibboets. Er wordt betaling in termijnen voorgesteld. Vader Shabati wil - als hij nu toch geld moet aanvaarden - het geld meteen hebben. Hij heeft het nodig voor zijn zoon Shimon, die in de ijzergieterij van de kibboets werkt en beslist zal sterven als hij niet snel mag trouwen. Shimon wil namelijk Bathsheva uit de kibboets tot vrouw. Habooba tegen Bathsheva - dat zou een zaakje zonder contant geld kunnen zijn, waarbij beide partijen veel vooroordelen zouden kunnen overwinnen…